# Naturschutzgebiet Hinrichshagen
Koordinaten: 53° 25′ 25,9″ N, 13° 30′ 47,4″ O

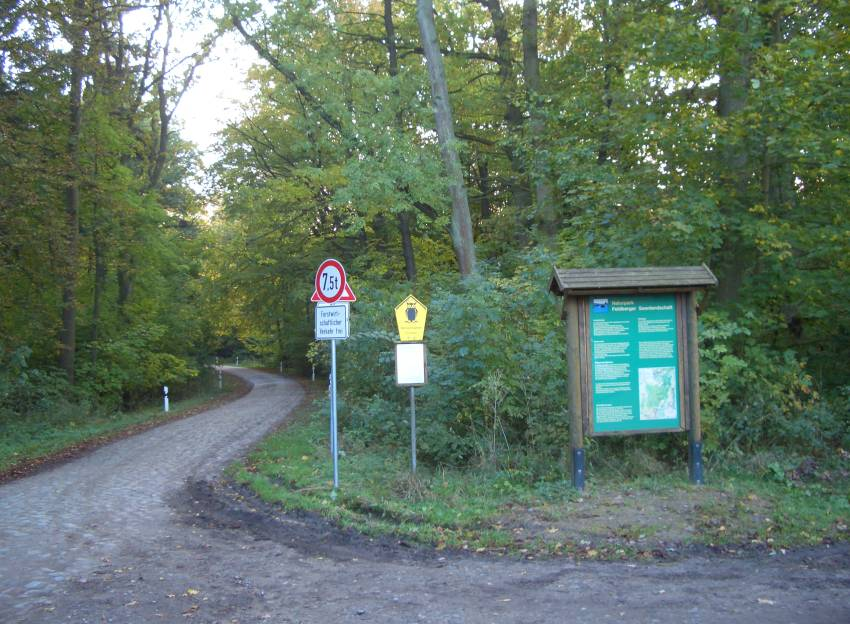
Bei Forsthof

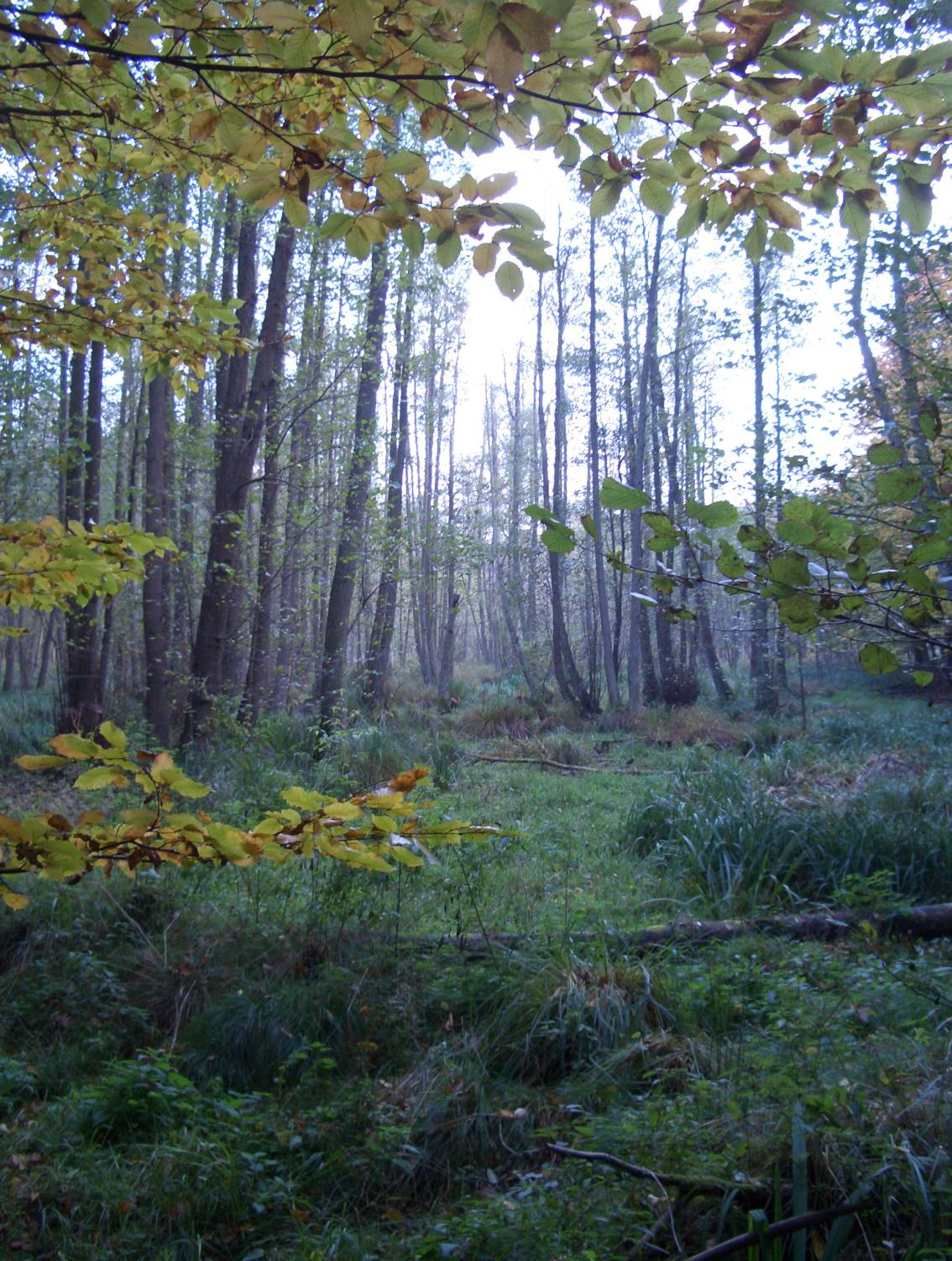
Erlenbruchwald

Das Naturschutzgebiet Hinrichshagen ist ein ca. 1000 Hektar umfassendes Naturschutzgebiet in Mecklenburg-Vorpommern. Es umfasst ein großflächiges Buchenwaldgebiet mit eingestreuten Feuchtgebieten südlich der Bundesstraße 198, drei Kilometer südwestlich von Woldegk. Das Gebiet ist nach der unweit nördlich liegenden Ortschaft benannt.
Die rechtliche Festsetzung des Schutzgebiets erfolgte am 25. Oktober 1962 aufgrund seiner herausragenden Bedeutung als Brutplatz zahlreicher Großvogelarten, die heute selten geworden und vom Aussterben bedroht sind.
Das Naturschutzgebiet befindet sich im Naturpark Feldberger Seenlandschaft und ist nach EU-Recht als FFH-Gebiet und Vogelschutzgebiet eingestuft. Der südwestliche Teil des Schutzgebiets wird als Naturwaldreservat untersucht.
Der aktuelle Gebietszustand wird als sehr gut angesehen. Durch zahlreiche Eingriffe konnte der Wasserhaushalt der nasseren Flächen wieder stabilisiert werden. Der Zustand der Wälder kann als durchaus positiv betrachtet werden. Allerdings macht die Trockenheit der Jahre 2018 bis 2022 dem Waldbestand zu schaffen. Insbesondere die Fichte ist stark von Borkenkäfern und Stürmen gezeichnet. Bei den alten Buchen zeigen sich aufgrund der langen Trockenheit Absterbeerscheinungen im Kronenbereich. Eine forstliche Nutzung findet statt. Insbesondere in den Altbuchenbeständen erfolgt diese mit dem Ziel, eine natürliche Verjüngung zu etablieren und so einen mehrschichtigen und artenreichen Wald zu entwickeln. 
Es existieren nur wenige öffentliche Wege im Gebiet. Das Schutzgebiet quert eine Pflasterstraße.

## Geschichte
Die Flächen liegen in einem Grundmoränengebiet, welches durch die letzte Eiszeit geprägt wurde. 
Eine Hügelgrab im südlichen Teil belegt erste menschliche Besiedlung in der Steinzeit. Im Mittelalter existierte eine wendisch-frühdeutsche Siedlung nördlich des Weges nach Grauenhagen, wovon heute nur noch eine Kirchenruine zeugt. Die Siedlung wurde vermutlich im 14. Jahrhundert im Markgrafenkrieg zerstört. Umliegende Äcker bewaldeten anschließend wieder. Die Schmettausche Karte aus dem Jahr 1780 zeigt bereits die heutige Waldgrenze. Da bis auf die erwähnte Siedlung keine weiteren Ortschaften verzeichnet sind, kann beim Naturschutzgebiet Hinrichshagen von einer dauerhaften Waldbestockung der Flächen seit den nacheiszeitlichen Gehölzansiedlungen ausgegangen werden. Die Nutzung des Waldes beschränkte sich zunächst auf Niederholzwirtschaft. Ab dem 19. Jahrhundert wurden die abflusslosen Senken an ein Grabennetz angeschlossen und entwässert. Diese, für das Naturschutzgebiet nachteiligen, Eingriffe wurden erst ab den 1990er Jahren schrittweise wieder rückgängig gemacht.

## Pflanzen- und Tierwelt
Das gesamte Gebiet ist mit Wald bewachsen, der verschiedene Altersstufen bis hin zu 240 Jahre alten Beständen aufweist. Die prägende Baumart ist die Rotbuche. Den Boden bedecken Pflanzen wie Winkel-Segge, Frauenfarn, Wald-Veilchen, Buschwindröschen, Goldnessel und Wald-Segge. Die feuchten Senken werden von vermoorten Kleingewässern eingenommen, stellenweise mit typischem Baumbestand. Rohrkolben und Schilf finden sich. An einigen Stellen treten Torfmoos-Schwingrasen auf. Auch Orchideen wie Breitblättrige Sitter, Bleiches Waldvögelein, Vogel-Nestwurz und Weiße Waldhyazinthe sind – vor allem an Gewässerrändern – anzutreffen.
Das Schutzgebiet wurde aufgrund seiner Bedeutung als Brutplatz zahlreicher Vogelarten ausgewiesen. Hervorzuheben sind die Vorkommen von See- und Schreiadler, Rot- und Schwarzmilan, Sperber, Habicht sowie Wespen- und Mäusebussard. Durch die alten Baumbestände kommen seltene, daran gebundene Arten vor, wie Schwarzstorch, Zwergschnäpper, Schellente, Hohltaube, Kranich, Schwarz- und Mittelspecht.
Säugetiere im Gebiet sind Rothirsch, Wildschwein und Fischotter. Die Amphibienfauna ist mit Rotbauchunke, Laub-, Moor- und Grasfrosch, Kamm- und Teichmolch, sowie Knoblauch- und Erdkröte vertreten. Im Gebiet konnten 19 Libellenarten bestimmt werden, darunter Torf-Mosaikjungfer, Mond-Azurjungfer sowie Große Moosjungfer und Nordische Moosjungfer.